# Lista över svenska minröjningsfartyg
Detta är en lista över svenska minröjningsfartyg.

## Operativa
Landsort-klass (1982–1992)
- HMS Landsort (M71)
- HMS Arholma (M72)
- HMS Koster (M73)
- HMS Kullen (M74)
- HMS Vinga (M75)
- HMS Ven (M76)
- HMS Ulvön (M77)

Styrsö-klass (1996–1997)
- HMS Styrsö (M11)
- HMS Spårö (M12)
- HMS Skaftö (M13)
- HMS Sturkö (M14)

Spårö-klass (2004) – ombyggda från Styrsö-klassen.
- HMS Spårö (M12)
- HMS Sturkö (M14)

Koster-klass (2008–2009) – ombyggda från Landsort-klassen.
- HMS Koster (M73)
- HMS Kullen (M74)
- HMS Vinga (M75)
- HMS Ven (M76)
- HMS Ulvön (M77)